# (1868) Thersite
Pour l’article homonyme, voir Thersite.
(1868) Thersite ou (1868) Thersites est un astéroïde troyen de Jupiter. Il a été découvert le 24 septembre 1960 par les astronomes Cornelis van Houten, Ingrid van Houten-Groeneveld et Tom Gehrels à l'observatoire Palomar.

## Caractéristiques
Il partage son orbite avec Jupiter autour du Soleil au point de Lagrange L4, c'est-à-dire qu'il est situé à 60° en avance sur Jupiter.
Son nom fait référence à Thersite le guerrier achéen de la guerre de Troie.
Sa désignation provisoire était 2008 P-L.